# Амальрік із Бена
 Амальрік із Бена (Аморі Шартрський, фр. Amaury de Bène, Amaury de Chartres, лат. Almaricus, Amalricus, Amauricus; середина XII століття, Бен поблизу м. Шартра — між 1205 і 1207, Париж) — французький філософ-містик та теолог. Викладав у Паризькому університеті, мав велику кількість учнів (найвідоміший Давид Дінанський) і послідовників. Послідовники отримали назву від його імені — амальрікани.

## Коротка біографія
Народившись у Бені, в Шартрському діоцезі, Амальрік наприкінці XII ст. читав у Паризькому університеті лекції з філософії та богослов'я. Звинувачений у пантеїстичному вченні, Амальрік 1204 року мав виправдатися в Римі перед Інокентієм III і після повернення в Париж відректися від свого вчення. Невдовзі після цього він помер і був похований за церковними обрядами при монастирі Сен-Мартен-де-Шам.
В Енциклопедії Британіка у статті про Амальріка сказано, що його смерть настала внаслідок, як кажуть, горя і принижень, яким його піддавали. 1209 року десятьох його послідовників спалили перед воротами Парижа, а тіло Амальріка витягнули з могили та спалили, а попіл розвіяли за вітром.

## Ідеї Амальріка
Самому Амальріку з достовірністю можна приписати лише такі три положення: Бог є все. Кожний християнин повинен вірити, що він член в тілі Христа, і ця віра так само необхідна для порятунку, як віра в народження та смерть Спасителя. Тому хто перебуває в любові не ставиться в провину жодний гріх.

## Амальрікани

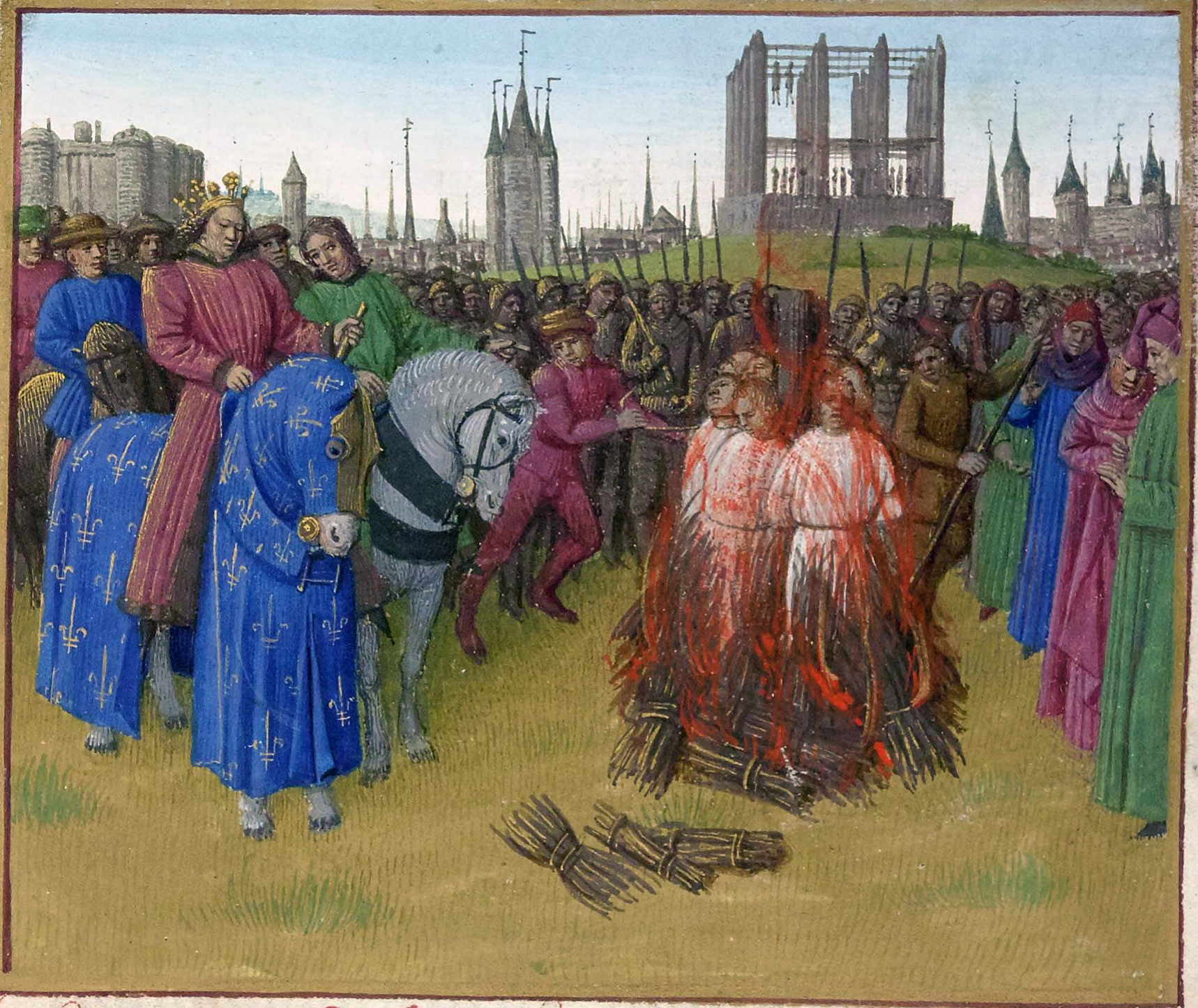
Страта амальріканців

Лише після його смерті виявилося, що він мав численних послідовників, які отримали назву амальрікан або амальріканців, як між духовними, так і між світськими людьми і не лише в самому місті Парижі, але й у єпархіях Парижа, Лангра, Труа і в архієпископстві Санс. 1209 року собор в Парижі засудив їх вчення, звелів викопати прах Амальріка та викинути його на поле, а поміж духовних його послідовників одні були спалені, а інші засуджені на довічне ув'язнення. Інокентій III також засудив учення Амальріка на Латеранському соборі 1215 року.
Послідовники Амальріка вивели з його ідей багато інших висновків. Божество не має трьох осіб, а Бог протягом часів з'явився тричі в образі людини, і таким чином було трояке різне одкровення. Від Авраама починається період Отця, від Ісуса — період Сина, а від Амальріка — період Святого Духа. Як у період Сина втратив своє значення Мойсеїв закон, так і в період Святого Духа втрачає своє значення весь зовнішній церковний порядок. Божественний дух відкривається в серці окремого людини, і той, в кому він перебуває, не може грішити. Це положення стало приводом для вільної чуттєвої любові, яку амальрікани сповідували разом з братами та сестрами Вільного Духу, з якими вони згодом з'єдналися.